# セイタカアワダチソウヒゲナガアブラムシ
セイタカアワダチソウヒゲナガアブラムシ（学名：Uroleucon nigrotuberculatum）は、カメムシ目・アブラムシ科に分類されるアブラムシの一種。

## 特徴

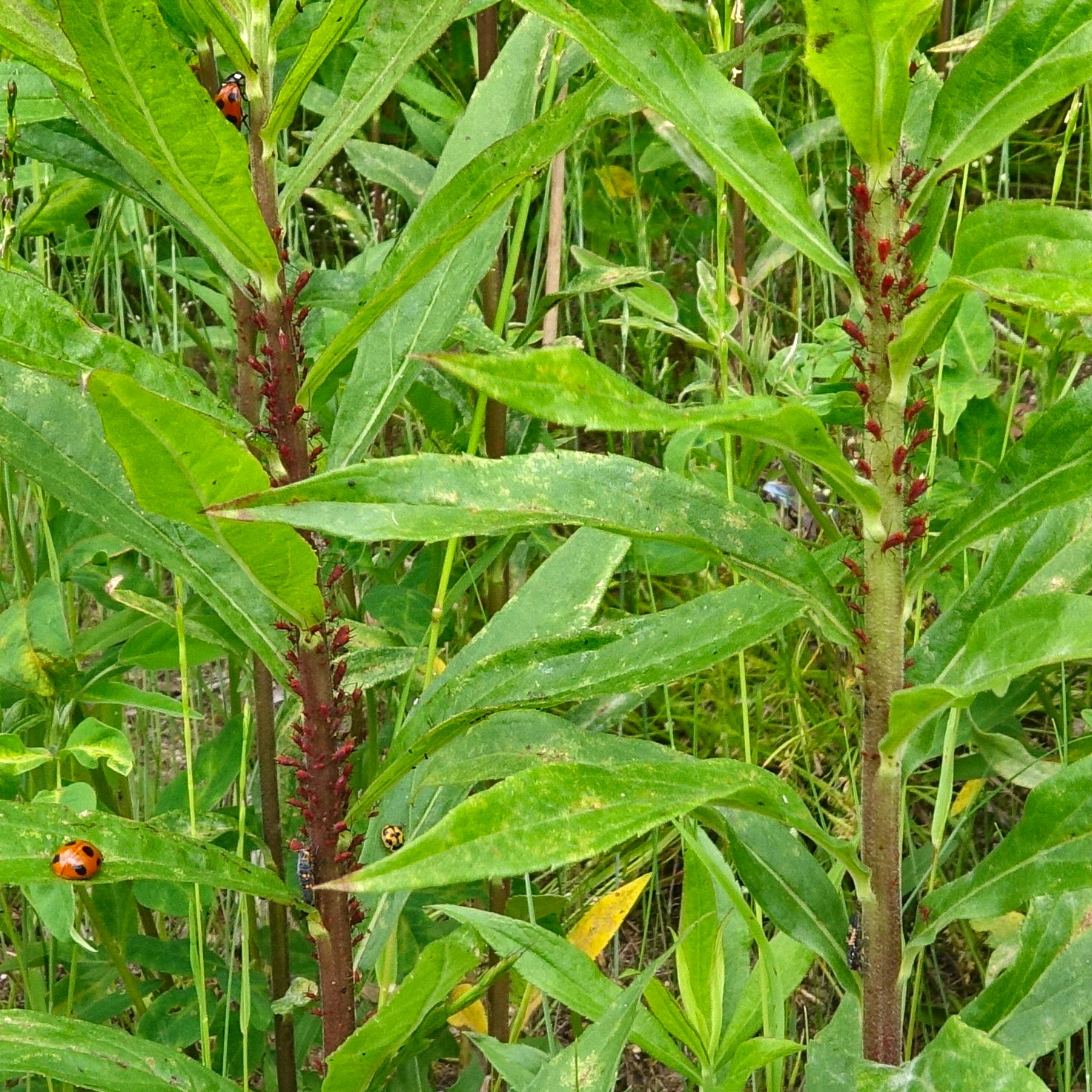
セイタカアワダチソウに密生する

北アメリカ原産。1991年に日本への帰化が確認された。
体は全身が赤色で、脚や触角は黒く、表面が薄くワックスで覆われている。体に含まれる赤色色素はウロロイコナフィン（uroleuconaphin）と命名されている。
外来種であるセイタカアワダチソウの茎に密生する。セイタカアワダチソウにみられるアブラムシは基本的に本種のみである。3月下旬から12月にかけて出現する。

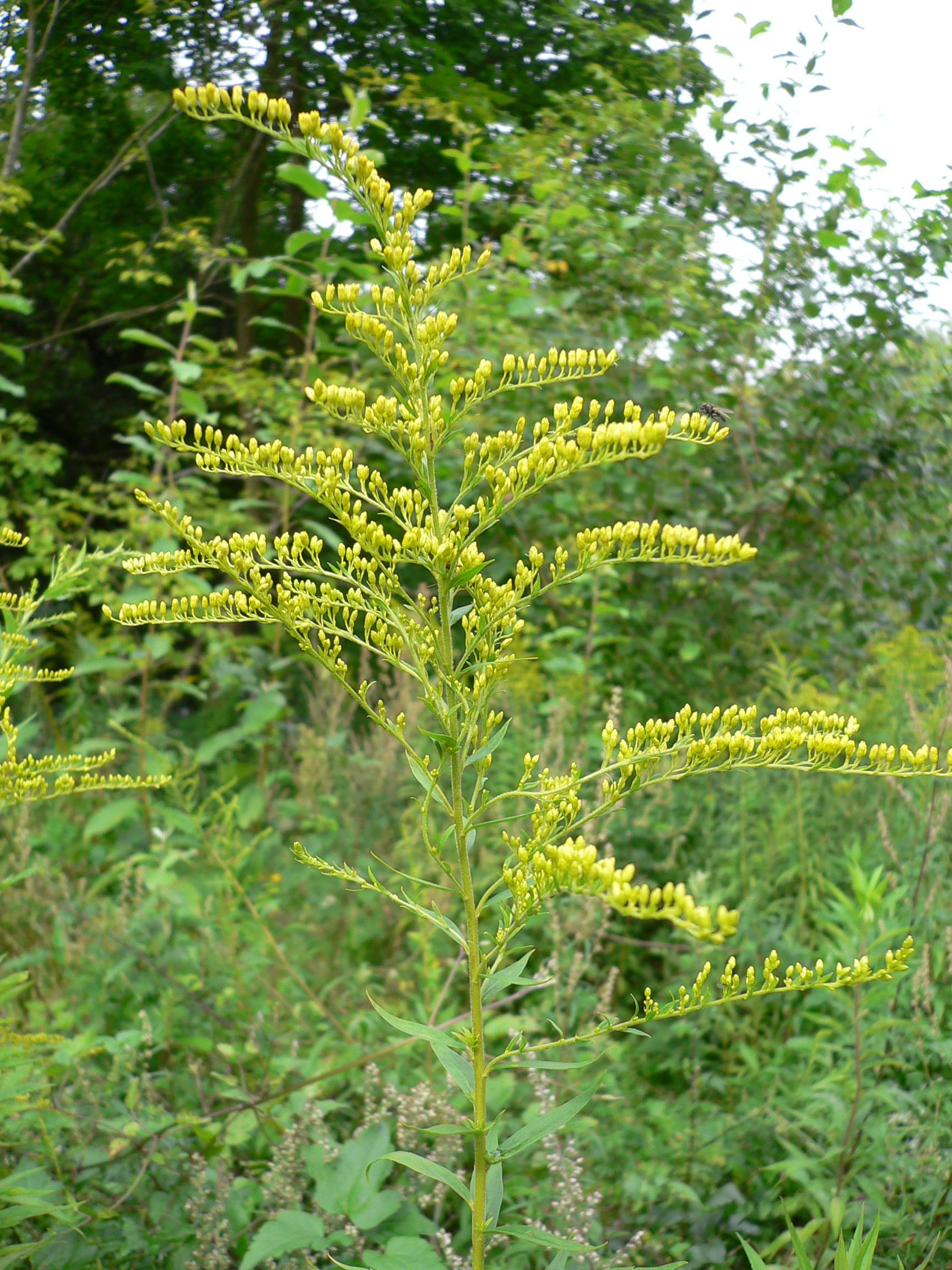
寄主植物のセイタカアワダチソウ